# Ескадрені міноносці типу «Шакал»
Ескадрені міноносці типу «Шакал», іноді вживається  тип «Ягуар», були групою з шести великих есмінців (contre-torpilleurs) або лідерів есмінців, побудованих для ВМС Франції протягом 1920-х років.  Усі вони були названі на честь хижаків: шакала, а інші п’ять були названі на честь великих представників родини котових.

## Тактичне призначення
Їх основним завданням була розвідка для більших кораблів, допоміжним — їх захист від ворожих торпедних кораблів, і, нарешті третім за чергою — атака ворожих великих кораблів. Виконання цих завлдань потребувало від кораблів високої морехідності та швидкості за будь якої погоди, а також потужного артилерійського озброєння, достатнього для протистояння невеликим крейсерам.

## Історія служби
Кораблі спочатку були розділені між Середземноморською ескадрою та Другою ескадрою ( 2ème Escadre ), що базувалася в Бресті. Один корабель служив флагманом протягом 1930-х років, але його однотипні кораблі були призначені як навчальні кораблі, починаючи з 1932 року. Після початку Другої світової війни у вересні 1939 року ескадрені міноносці типу «Шакал» залучалися до супроводу конвоїв, поки три з них не були направлені до Ла-Маншу після початку битви за Францію 10 травня 1940 року. Два з них були потоплені незабаром після цього німецькими військами.
Коли Франція капітулювала 22 червня, два кораблі перебували у французькому Алжирі, один проходив переобладнання в Тулоні, а останній корабель був в Англії. Під час операції «Катапульта» в липні, атаки на флот Віші з метою запобігти його передачі німцям, британці захопили корабель в Англії, але не змогли перешкодити двом кораблям з Мерс-ель-Кебіру втекти до Тулона, коли вони напав на порт.
Усі три кораблі в Тулоні були поміщені в резерв, і два з них були захоплені практично неушкодженими, коли німці спробували захопити французький флот у листопаді 1942 року. Вони були передані Королівському флоту Італії ( Regia Marina ), але вони використовувалися лише для транспортних місій до капітуляції Італії у вересні 1943 року. Італійці затопили один корабель, але інший втік, щоб приєднатися до Вільної Франції та решту війни виконував функцію супровіду конвїв в Середземному морі або захищаючи сили союзників у Лігурійському морі.
Тим часом британці передали «Леопард» Вільній Франції, яка використовувала його для супроводу конвою, перш ніж корабель залучили до  звільнення острову Реюньйон наприкінці 1942 року. Він сів на мілину незабаром після того, як його перекинули в Середземне море в середині 1943 року, внаслідок чого загинув. Єдиний корабель, який пережив війну,  «Тигр», використовувався після війни в основному як транспорт для військ і як навчальний корабель, поки його не виключили зі списку ВМС у 1954 році, а наступного року його списали на металобрухт.